# Euphorbia osyridea
Euphorbia osyridea är en törelväxtart som beskrevs av Pierre Edmond Boissier. Euphorbia osyridea ingår i släktet törlar, och familjen törelväxter. Inga underarter finns listade i Catalogue of Life.